# جان مک‌گین
جان مک‌گین (انگلیسی: John McGinn؛ زادهٔ ۱۸ اکتبر ۱۹۹۴) بازیکن فوتبال اهل اسکاتلند است.
از باشگاه‌هایی که در آن بازی کرده‌است می‌توان به باشگاه فوتبال هیبرنین، باشگاه فوتبال سنت میرن و باشگاه فوتبال استون ویلا اشاره کرد.
وی همچنین در تیم ملی فوتبال اسکاتلند بازی کرده‌است.

## دوران حرفه ای

### فصل ۲۰۱۲–۲۰۱۳
جان مک گین در فصل ۲۰۱۲–۲۰۱۳ برای باشگاه فوتبال سنت میرن در لیگ برتر فوتبال اسکاتلند بازی می‌کرد. او در۲۷بازی ۱گل زد و ۲پاس گل داد. جان مک گین توانست در این فصل قهرمان لیگ کاپ اسکاتلند شود. او تک گلش در این فصل را توانست در برابر باشگاه فوتبال کیلمارناک بزند.سنت میلن در لیگ برتر فوتبال اسکاتلند در این فصل توانست یازدهم بشود.

### فصل ۲۰۱۳–۲۰۱۴
جان مک گین در این فصل۳۸بازی کرد، ۳گل زد و ۸پاس گل داد.

### فصل ۲۰۱۴–۲۰۱۵
او در این فصل هم در باشگاه فوتبال سنت میرن بازی کرد و در ۳۳بازی گلی نزد و تنها ۱پاس گل داد.

### فصل ۲۰۱۵–۲۰۱۶
او این فصل با انتقالی ۱٫۱۶میلیون یورویی به باشگاه فوتبال هیبرنین منتقل شد. او ۵۲بازی کرد و توانست ۴گل بزند و ۹پاس گل داد. او با این تیم توانست جام حذفی اسکاتلند شود.

### فصل ۲۰۱۶–۲۰۱۷
جان مک گین در ۳۷بازی ۵گل زد و ۱۰پاس گل داد. او در این فصل با باشگاه فوتبال هیبرنین قهرمان لیگ فوتبال اسکاتلند شد.

### فصل ۲۰۱۷–۲۰۱۸
۴۳بازی، ۶گل و ۸پاس گل آمار او در این فصل بود.

### فصل ۲۰۱۸–۲۰۱۹
او در این فصل با ۳٫۱میلیون یورو به استون ویلا ملحق شد و در۴۸بازی ۹گل زد و ۱۲پاس گل داد تا بهترین بازیکن سال۲۰۱۹ استون ویلا شود.